# Lagaanrecht
Het lagaanrecht was gebaseerd op het recht van de graaf om de door de zee aangeworpen landstrook bij zijn domein te voegen.
Alles wat na een schipbreuk op die strook aanspoelde werd door hem in beslag genomen omdat schipbreuk lijden een overtreding van het zeerecht was. De baljuw van de kustkasselrij moest het lagaanrecht doen uitvoeren. De aangespoelde goederen werden dan verkocht ten voordele van de graaf. Grote stukken werden soms ter plaatse verkocht.